# 安哥拉国家广播电台
安哥拉国家广播电台（葡萄牙語：Rádio National de Angola），是安哥拉的国家公共广播电台，成立于1951年，总部位于罗安达。该电台使用葡萄牙语、英语、法语、西班牙语和当地语言，通过调频、中波、短波对安哥拉及其周边国家播音。

## 历史
该电台由葡属西非政府于1951年成立，起初仅作为政府内部通讯使用，1955年正式对外播音，是殖民政府的喉舌。1975年安哥拉从葡萄牙独立，该台由安哥拉人民解放运动政权接管。1977年安哥拉政府对全国广播电视事业进行大规模重组，最终组成覆盖全国的电台网络。